# Johann Sachs von Harteneck
Johann Sachs von Harteneck (nume la naștere Johann Zabanius n. 1664, Eperjes, Ungaria Regală – d. 5 decembrie 1703, Sibiu, Principatul Transilvaniei) a fost un om politic din Transilvania, comite al sașilor în perioada 1691-1703.

## Biografie
Tatăl său, de confesiune luterană, a venit la Sibiu a în 1676, împreună cu familia sa. Johann și-a absolvit studiile la Universitatea din Tübingen. A fost, pe rând, primar al Sibiului, comite al sașilor și jude regal. În perioada în care a fost primar, au fost realizate primele studii topografice și primele hărți ale Sibiului.
În anul 1698 a fost ridicat la rangul de cavaler de către împăratul Leopold I, primind cu această ocazie și particula nobiliară Sachs von Harteneck, purtând astfel oficial numele de Johannes des Heiligen Römischen Reiches und Königreich Ungarn Ritter Czabanius Sachs von Harteneck (cavaler al Sfântului Imperiu Roman și al Regatului Ungariei).
Johann Sachs von Harteneck a cerut dreptate în perceperea dărilor, deoarece sașii, care reprezentau 10% din populație, plăteau 60% din taxele încasate în Transilvania. Atunci când în 1702 a cerut ca și averile nobilimii să fie impozitate, și-a făcut mulți dușmani puternici și se pare că acest lucru i-a atras condamnarea la moarte.
Primarul Harteneck a fost condamnat la moarte pe 3 decembrie 1703 și decapitat patru zile mai târziu la Sibiu, în Piața Mare, în apropierea statuii lui Roland.
Mai târziu memoria sa a fost reabilitată, devenind una dintre cele mai importante personalități ale sașilor. Strada Cetății din Sibiu i-a purtat numele până la sfârșitul celui de al doilea război mondial.

## Scrieri
- Dissertatio Academica De Ideis… Tubingae, 1688.
- Die, denen schmerzlich leidtragenden Wittwen Cypressen … Hermanstadt, 1693.

## Cultivarea memoriei
Sfârșitul lui tragic a inspirat mai multe opere literare, între care:
- Daniel Roth: Johann Zabanius, Sachs von Harteneck, roman politic, 1847
- Traugott Teutsch: Sachs von Harteneck. Ein Trauerspiel in 5 Aufzügen (Dramă în cinci acte), 1874
- Michael Albert: Harteneck, dramă, 1886

În anul 2009, la aniversarea a 345 de ani de la nașterea lui Johann Sachs von Harteneck (1664-1703), cu sprijinul financiar al Primăriei Municipiului Sibiu și al Consiliului Județean Sibiu, a fost editată o mapă cu 62 de planșe, cu reproduceri după documente și desene legate de viața acestuia.